# Acanthurus sohal
Риба хірург арабський (Acanthurus sohal) — вид риб родини Acanthurus.

## Назва
В англійській мові має назви «риба-хірург сохальська» (англ. sohal surgeonfish). Рибу називають хірургом, оскільми вона має гострі як скальпель плавці.

## Галерея

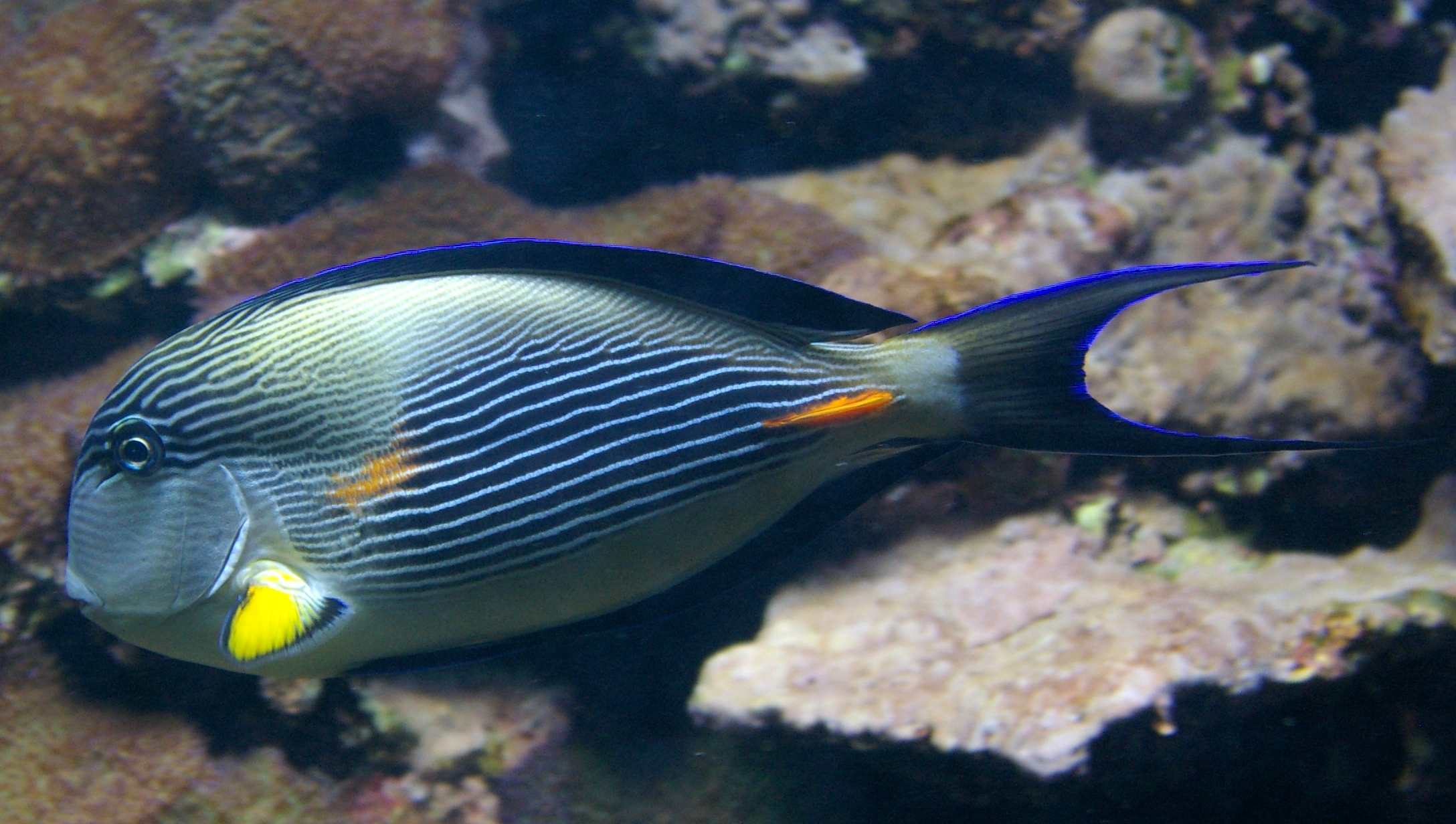
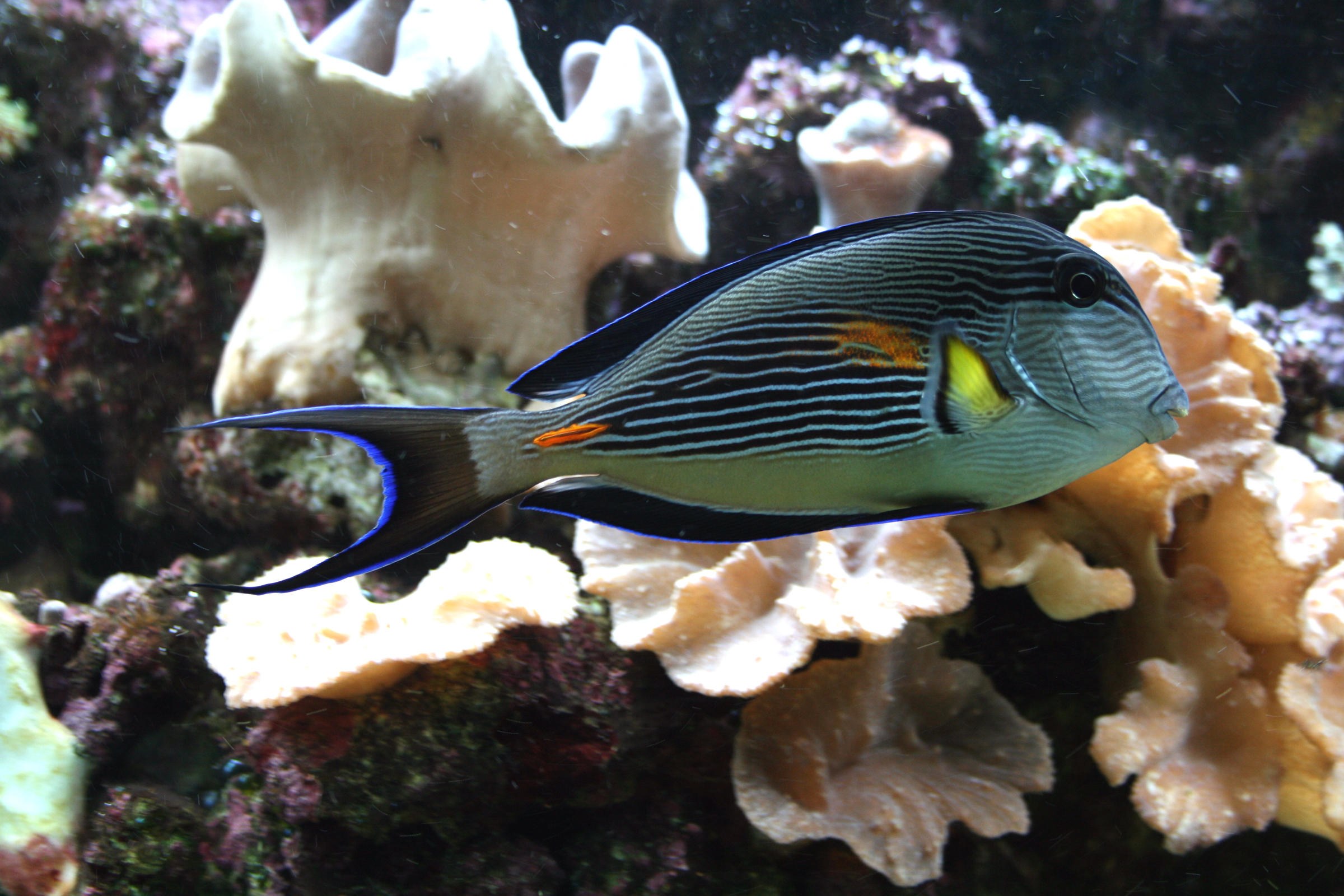
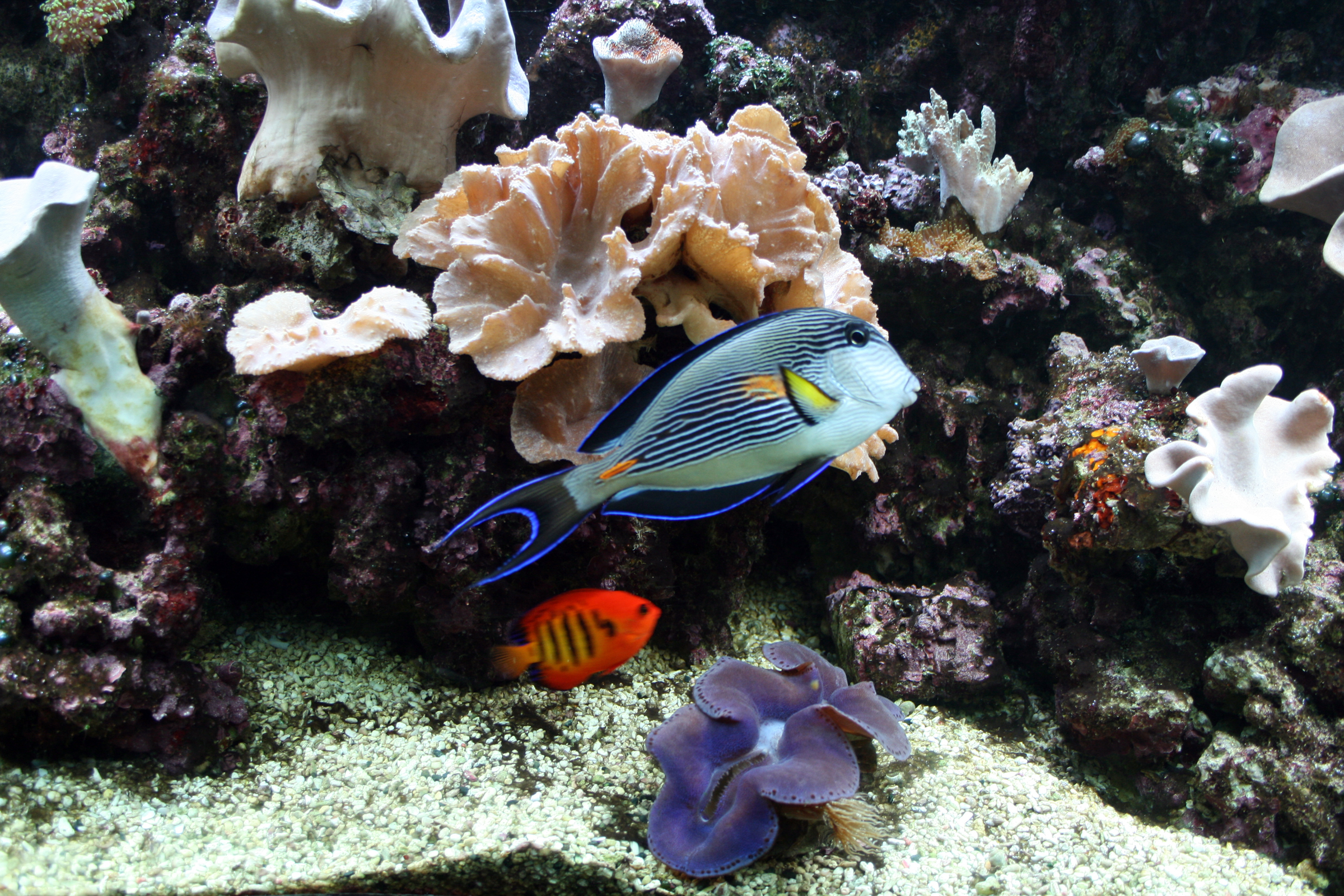

## Опис
Риба до 40 см довжини. Світла з чорними смугами, живіт світлий. Плавці чорні з яскраво синім краєм. Молоді риби мають такі самі кольори. Самець має гарем самок та визначену територію, яку він агресивно захищає. Під час оборони самець — може ставати чорним. Він махає своїми гострими як скальпель плавцями, чим наносить іншим рибам рани. Розмножуються з новим місяцем після схожу сонця.

## Поширення та середовище існування
Заселяє коралові рифи на глибині 0 — 10 м. Живе лише в Червоному морі та Арабській затоці.

## Практичне використання
Може жити в акваріумі, проте через агресивний характер — у такому акваріумі можуть перебувати лише риби цього виду.